# Angel Gomes
Adilson Angel Abreu de Almeida Gomes (Londres, Inglaterra, Reino Unido, 31 de agosto de 2000), conocido simplemente como Angel Gomes, es un futbolista inglés, con nacionalidad portuguesa,[cita requerida] que juega como centrocampista en el Olympique de Marsella de la Ligue 1 de Francia.

## Trayectoria
Gomes se unió a la academia del Manchester United a la edad de 6 años y firmó su primer contrato formal a los 13 años. Representó a los sub-17 durante un torneo en Eslovaquia en octubre de 2013, antes de firmar para el club en mayo de 2014.
Angel fue convocado regularmente como suplente en el sub-18, mientras que todavía era colegial en su temporada de debut, e hizo su primera aparición en el último día de la temporada a los 14 años.
En julio de 2015, Gomes fue nombrado Most Valuable Player —jugador más valioso— en la Manchester United Premier Cup, a pesar de que su equipo terminó en el 12.º puesto.
En septiembre de 2016, Gomes se convirtió en el jugador más joven en anotar un triplete para el Manchester United a nivel de la academia desde 2001, a pesar de comenzar el juego en el banquillo. También se convirtió en el tercer jugador más joven en lograr la hazaña en la historia del club a los 15 años, 11 meses y 29 días. Después de sufrir una lesión en abril de 2017, Gomes se perdió la Dallas Cup.
Se convirtió en el jugador más joven en ganar el premio Jimmy Murphy Player of the Year en mayo, habiendo marcado 12 goles en 19 apariciones para los sub-18. Al día siguiente, se entrenó con el primer equipo antes de su posible inclusión en el equipo para el partido final de la temporada por Premier League.
Hizo su debut en el primer equipo el 21 de mayo de 2017, en sustitución de Wayne Rooney en una victoria por 2-0 en casa ante el Crystal Palace. Al hacerlo a los 16 años y 263 días de edad, se convirtió en el jugador más joven en representar al Manchester United desde Duncan Edwards en 1953, así como el primer jugador nacido en los años 2000. en debutar en la Premier League.
Gomes firmó su primer contrato profesional con el Manchester United el 13 de diciembre de 2017. Un mes después, hizo su debut en la FA Cup como sustituto en el minuto 88 de Marcus Rashford en una victoria por 4-0 en la cuarta ronda contra el Yeovil Town.
El 30 de junio de 2020, tras finalizar su contrato, abandonó la entidad mancuniana.
El 5 de agosto se hizo oficial su incorporación al Boavista F. C. como cedido tras haber fichado por el Lille O. S. C.

## Selección nacional

### Juveniles
Comenzó su carrera internacional en agosto de 2015, cuando hizo dos apariciones para Inglaterra sub-16, ambos contra los Estados Unidos. Capitaneó a los sub-16 en dos ocasiones, además jugó en otras siete oportunidades.
Fue convocado a los sub-17 en agosto de 2016, y marcó a los cuatro minutos de su debut, donde condujo de su país a una victoria por 3-1 sobre Bélgica. Gomes anotó otros dos goles y una asistencia en su segunda aparición en una victoria por 5-0 sobre Croacia. En octubre, anotó de nuevo en un triunfo 8-1 contra Alemania. También anotó en la clasificación para el Campeonato de Europa Sub-17 de la UEFA, pero se perdió el torneo debido a una lesión en mayo de 2017.
Gomes también es elegible para representar a Angola y Portugal.

### Absoluta
El 7 de septiembre de 2024 hizo su debut con la selección de Inglaterra en encuentro de la Liga de Naciones de la UEFA 2024-25 frente a Irlanda que ganaron por cero a dos.

## Estilo de juego
La posición preferida de Gomes es la de centrocampista ofensivo. Su estilo de juego ha sido comparado con la de Ronaldinho debido a su creatividad, compostura y dribbling. En enero de 2015, Nani describió a Gomes como la siguiente estrella del Manchester United. Danny Webber, graduado de Manchester United, dijo: 

Gomes aún es muy pequeño, pero ve el juego segundos antes que otros, Angel es como Paul Scholes, puede organizar el juego con su inteligencia.

## Vida privada

### Familia
Gomes es el hijo del angoleño, exentrenador de la selección portuguesa sub-21, Gil Gomes. Su madre, quien es igualmente de origen angoleño, se crio en Cuba, por lo que también habla español. Nació en Londres debido al tiempo que su padre pasó en el Hendon. Posteriormente se trasladó a Salford. Los informes contradictorios sugieren que Gomes es un primo o amigo de la familia del exjugador del Manchester United, Nani. Su primo, Valter Lopes des Sousa, juega para los sub-21 del Sion suizo.

## Estadísticas

### Clubes
| Club                               | Div.          | Temporada     | Liga nacional | Liga nacional | Liga nacional | Copas nacionales | Copas nacionales | Copas nacionales | Torneos internacionales | Torneos internacionales | Torneos internacionales | Total | Total | Total  | Media goleadora |
| Club                               | Div.          | Temporada     | Part.         | Goles         | Asist.        | Part.            | Goles            | Asist.           | Part.                   | Goles                   | Asist.                  | Part. | Goles | Asist. | Media goleadora |
| ---------------------------------- | ------------- | ------------- | ------------- | ------------- | ------------- | ---------------- | ---------------- | ---------------- | ----------------------- | ----------------------- | ----------------------- | ----- | ----- | ------ | --------------- |
| Manchester United F. C. Inglaterra | 1.ª           | 2016-17       | 1             | 0             | 0             | 0                | 0                | 0                | 0                       | 0                       | 0                       | 1     | 0     | 0      | 0               |
| Manchester United F. C. Inglaterra | 1.ª           | 2017-18       | 0             | 0             | 0             | 1                | 0                | 0                | 0                       | 0                       | 0                       | 1     | 0     | 0      | 0               |
| Manchester United F. C. Inglaterra | 1.ª           | 2018-19       | 2             | 0             | 0             | 0                | 0                | 0                | 0                       | 0                       | 0                       | 2     | 0     | 0      | 0               |
| Manchester United F. C. Inglaterra | 1.ª           | 2019-20       | 2             | 0             | 0             | 1                | 0                | 0                | 3                       | 0                       | 0                       | 6     | 0     | 0      | 0               |
| Manchester United F. C. Inglaterra | Total club    | Total club    | 5             | 0             | 0             | 2                | 0                | 0                | 3                       | 0                       | 0                       | 10    | 0     | 0      | 0               |
| Boavista F. C. Portugal            | 1.ª           | 2020-21       | 30            | 6             | 5             | 2                | 0                | 0                | —                       | —                       | —                       | 32    | 6     | 5      | 0.19            |
| Boavista F. C. Portugal            | Total club    | Total club    | 30            | 6             | 5             | 2                | 0                | 0                | 0                       | 0                       | 0                       | 32    | 6     | 5      | 0.19            |
| Lille O. S. C. Francia             | 1.ª           | 2021-22       | 24            | 1             | 1             | 2                | 1                | 0                | 4                       | 1                       | 1                       | 30    | 3     | 2      | 0.1             |
| Lille O. S. C. Francia             | 1.ª           | 2022-23       | 36            | 2             | 7             | 3                | 1                | 0                | —                       | —                       | —                       | 39    | 3     | 7      | 0.08            |
| Lille O. S. C. Francia             | 1.ª           | 2023-24       | 31            | 0             | 8             | 3                | 0                | 1                | 11                      | 2                       | 1                       | 45    | 2     | 10     | 0.04            |
| Lille O. S. C. Francia             | 1.ª           | 2024-25       | 14            | 1             | 1             | 0                | 0                | 0                | 6                       | 1                       | 0                       | 20    | 2     | 1      | 0.1             |
| Lille O. S. C. Francia             | Total club    | Total club    | 105           | 4             | 17            | 8                | 2                | 1                | 21                      | 4                       | 2                       | 134   | 10    | 20     | 0.07            |
| Olympique de Marsella Francia      | 1.ª           | 2024-25       | 0             | 0             | 0             | 0                | 0                | 0                | 0                       | 0                       | 0                       | 0     | 0     | 0      | 0               |
| Olympique de Marsella Francia      | Total club    | Total club    | 0             | 0             | 0             | 0                | 0                | 0                | 0                       | 0                       | 0                       | 0     | 0     | 0      | 0               |
| Total carrera                      | Total carrera | Total carrera | 140           | 10            | 22            | 12               | 2                | 1                | 24                      | 4                       | 2                       | 176   | 16    | 25     | 0.09            |
| 1. 2.                              |               |               |               |               |               |                  |                  |                  |                         |                         |                         |       |       |        |                 |

## Palmarés

### Títulos nacionales
| Título               | Club           | País    | Año  |
| -------------------- | -------------- | ------- | ---- |
| Supercopa de Francia | Lille O. S. C. | Francia | 2021 |

### Títulos internacionales
| Título              | Club (*)                | País  | Año  |
| ------------------- | ----------------------- | ----- | ---- |
| Copa Mundial Sub-17 | Selección de Inglaterra | India | 2017 |

(*) Incluyendo la selección.

### Distinciones individuales
| Distinción                            | Año     |
| ------------------------------------- | ------- |
| Manchester United Premier Cup MVP     | 2015    |
| Jimmy Murphy Young Player of the Year | 2016-17 |